# Mercury (equipo ciclista)
El equipo Mercury, conocido anteriormente como Nutra Fig o Comptel fue un equipo ciclista profesional estadounidense, que compitió de 1995 a 2002.

## Principales resultados
- Joe Martin Stage Race: Thurlow Rogers (1996)
- Tour de Beauce: Jonathan Vaughters (1997), Henk Vogels (2001)
- USPRO Criteritum Challenge: Julian Dean (1998), Gordon Fraser (2000), Derek Bouchard-Hall (2000), Henk Vogels (2002)
- Tour de Poitou-Charentes: Floyd Landis (2000)
- Tour de Langkawi: Christopher Horner (2000)
- Redlands Bicycle Classic: Christopher Horner (2000)
- Gran Premio de la Villa de Rennes: Gordon Fraser (2000)
- First Union USPRO Championships: Henk Vogels (2000)
- Clásica de Alcobendas: Henk Vogels (2000)
- Gran Premio de Isbergues: Peter van Petegem (2001)
- Vuelta a los Países Bajos: Léon van Bon (2001)
- Kuurne-Bruselas-Kuurne: Peter van Petegem (2001)
- Vuelta al Lago Qinghai: Tom Danielson (2002)

### A las grandes vueltas
- Giro de Italia
  - 0 participaciones

- Tour de Francia
  - 0 participaciones

- Vuelta en España
  - 0 participaciones

## Clasificaciones UCI
Hasta el 1998 los equipos ciclistas se encontraban clasificados dentro de la UCI en una única categoría. El 1999 la clasificación UCI por equipos se dividió entre GSI, GSII y GSIII. De acuerdo con esta clasificación los Grupos Deportivos Y son la primera categoría de los equipos ciclistas profesionales. La siguiente clasificación establece la posición del equipo al finalizar la temporada.
| Temporada | Clasificación por equipos | Mejor ciclista en la clasificación individual |
| --------- | ------------------------- | --------------------------------------------- |
| 1996      | 52.º                      | Christopher Horner (180.º)                    |
| 1997      | 47.º                      | Jonathan Vaughters (155.º)                    |
| 1998      | 53.º                      | Julian Dean (362.º)                           |
| 1999      | 21.º (GSII)               | Gordon Fraser (277.º)                         |
| 2000      | 8.º (GSII)                | Henk Vogels (125.º)                           |
| 2001      | 19.º                      | Pàvel Tonkov (79.º)                           |
| 2002      | 4.º (GSIII)               | Henk Vogels (310.º)                           |

## Principales ciclistas
| - Léon van Bon (2001) - Baden Cooke (2000-2001) - Tom Danielson (2002) - Julian Dean (1998) - Fabrizio Guidi (2001) - Christopher Horner (2000-2001) | - Jans Koerts (2001) - Floyd Landis (1999-2001) - Peter Van Petegem (2001) - Pavel Tonkov (2001) - Henk Vogels (2000-2002) - Steve Zampieri (2000) |